# Doprava v New Yorku

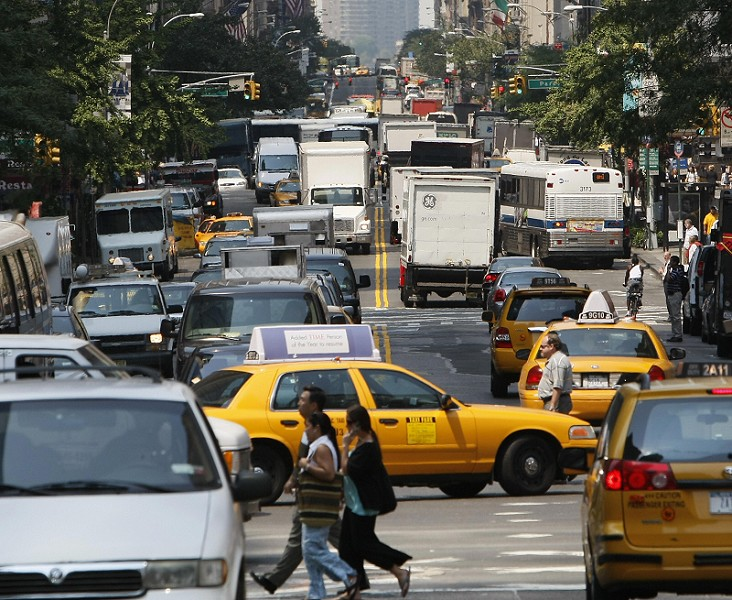
Dopravní špičky v ulicích New Yorku.

Doprava v New Yorku, největším městě Spojených států, je souhrou několika složitých systémů infrastruktury. Kromě osobní dopravy zde funguje mnoho prostředků veřejné dopravy – železnice, metro, autobusy, taxi a lanová dráha.
Newyorská síť metra (angl. New York City Subway) je nejrozsáhlejší na světě s 469 stanicemi na 26 linkách a patří i k nejstarším na světě, v jejích tunelech bylo poprvé použito mechanické větrání. Značné stáří sítě spolu s velkou zátěží se odráží na funkčnosti a spolehlivosti, přičemž na opravy není dostatek finančních prostředků.
Systém pozemních komunikací v New Yorku je rozsáhlý a složitý; silnice ve městě měří celkem asi 10 200 km. V New Yorku se nachází mimo jiné i nejdelší visutý most ve Spojených státech (Verrazano-Narrows Bridge) a první mechanicky větraný tunel na světě (Holland Tunnel).
Newyorské autobusové a železniční společnosti disponují největším vozovým parkem v Severní Americe. Železniční síť, která spojuje Connecticut a New Jersey s New Yorkem, má více než 250 stanic na 20 linkách.

## Obecně o dopravě

### Historie

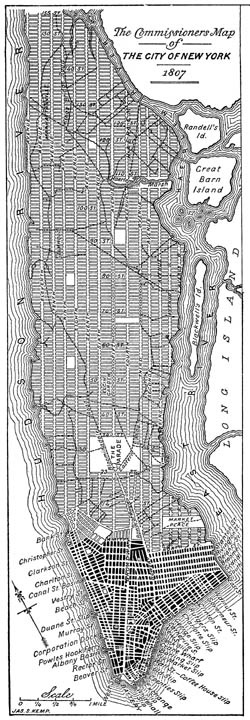
Situace na Manhattanu v roce 1807.

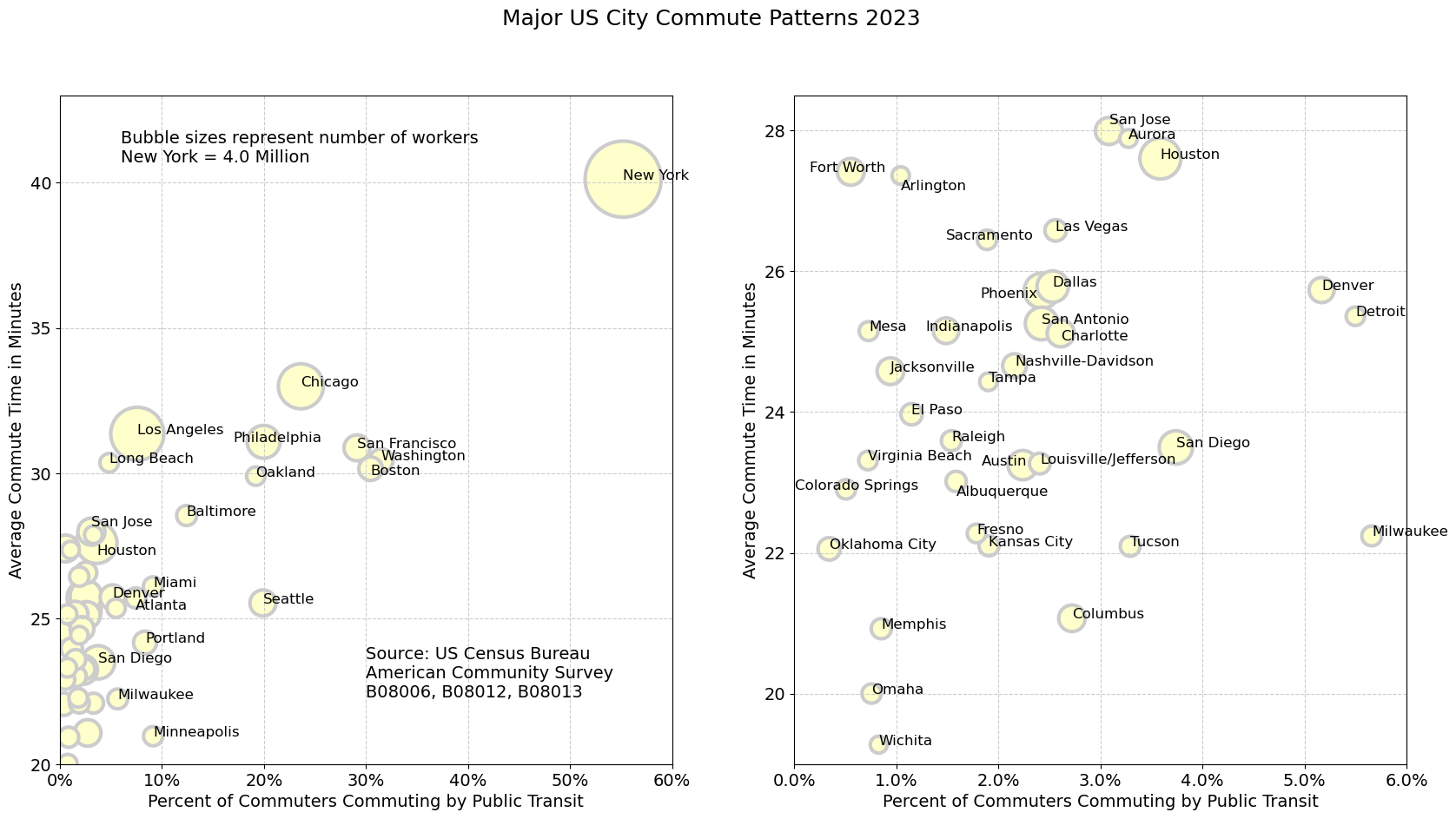
Procento zaměstnaných, kteří dojíždějí do práce hromadnou dopravou a průměrná doba jízdy ve srovnání s ostatními městy USA (údaje pocházejí z roku 2021). Čím je žluté kolečko větší, tím více zaměstnaných dojíždí do práce MHD (na horní lince je to vidět v procentech, v New Yorku je to cca 50%), čím je výše, tím déle jízda trvá.

V New Yorku (tehdy ještě jako nizozemská kolonie Nový Amsterdam) se první cesty začínají objevovat v 17. století, první betonová cesta byla postavena v roce 1658, nechal ji postavit Peter Stuyvesant. Největší rozvoj doprava prodělala v 19. století, např. byl postaven první most spojující Manhattan a Brooklyn – Brooklynský most.
Město zásadně změnila tzv. druhá průmyslová revoluce. Nové přístavy byly stavěny neúnosně rychle a v roce 1904 bylo spuštěna první stanice metra. A jak se začala stále více rozvíjet automobilová doprava, prodělalo město další výraznou změnu. Bylo to otevření Hollandova tunelu v roce 1927. Většinu – 669 km (416 mil) cest a 7 mostů – navrhl architekt Robert Moses.

### Automobily a hromadná doprava
Zatímco 85 % Američanů dojíždí do práce automobilem, newyorčané používají městskou hromadnou dopravu. Podle průzkumů z roku 2006 ji k cestě do práce volí 54,2 % obyvatel. Přibližně třetina amerických uživatelů hromadné dopravy a dvě třetiny uživatelů železnice žijí v New Yorku nebo jeho předměstích. Více než polovina newyorských domácností (54 %) vůbec nevlastní automobil (nejvíce je to na Manhattanu, kolem 75 %) zatímco celonárodní průměr je 8 %. Také průměrná doba dojíždění, 39 minut, je vyšší než v ostatních městech USA.
Výjimečné využívání veřejné dopravy z New Yorku činí jedno z nejekologičtějších měst ve Spojených státech. Spotřeba benzínu ve městě byla v roce 2006 na úrovni celostátního průměru z roku 1920. New York v roce 2006 na pohonných hmotách ušetřil přes 6 miliard litrů ropy a 4,6 miliardy dolarů.

### Dojíždění

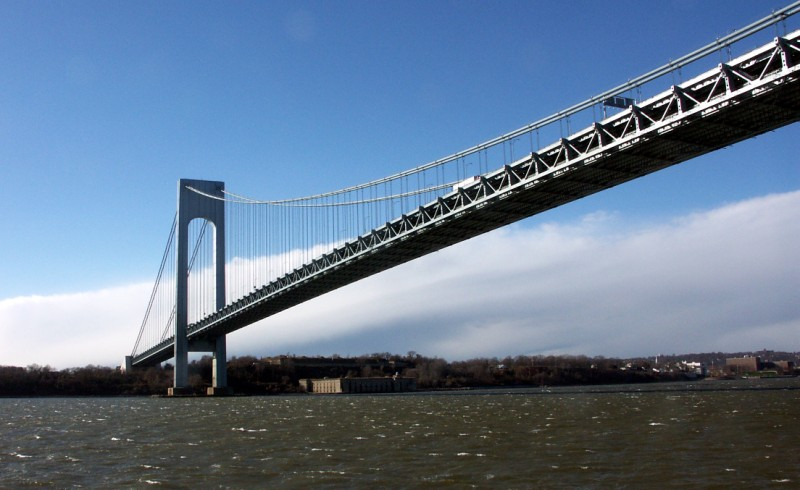
Verrazano-Narrows Bridge spojuje Brooklyn a Staten Island.

Do práce se v New Yorku jezdí především metrem (32 %), vlastní dopravou (25 %), autobusem (14 %), vlakem (8 %); 8 % lidí chodí pěšky, 6 % volí spolujízdu, 1 % si zavolá taxi, 0,4 % jezdí na kole a 0,4 % lodí.
| Data zjistil Texas Transportation Institute          | New York  | Los Angeles | Chicago  |
| ---------------------------------------------------- | --------- | ----------- | -------- |
| Populace zkoumané metropolitní oblasti               | 17,7 mil. | 12,5 mil.   | 9,8 mil. |
| Průměrné zpoždění na hlavu ročně                     | 23 hodin  | 50 hodin    | 37 hodin |
| Průměrná každoroční částka utracená za dopravu (USD) | 383       | 855         | 631      |
| Roční výdělek města na MHD                           | 18,5 mld. | 2,8 mld.    | 2,2 mld. |

V New Yorku je zaměstnaných 3,7 milionu osob, nejvíce na Manhattanu, 56 %. Z nich 30 % na Manhattan dojíždí, z toho 17 % pochází z Queensu, 16 % z Brooklynu, 8 % z Bronxu, a 2,5 % ze Staten Islandu. Další 4,5 % dojíždí z Nassau County a 2 % ze Suffolk County na Long Islandu, 4 % z Westchester County, 5 % dojíždí z Bergen County a Hudson County v New Jersey a někteří dojíždějící pochází z Fairfield County v Connecticutu. Naopak někteří Newyorčané dojíždějí na předměstí, 3 % do Nassau County, 1,5 % do Westchester County, 0,7 % do Hudson County, 0,6 % do Bergen County, 0,5 % do Suffolk County atd.

## Městská doprava

### Kolejová doprava

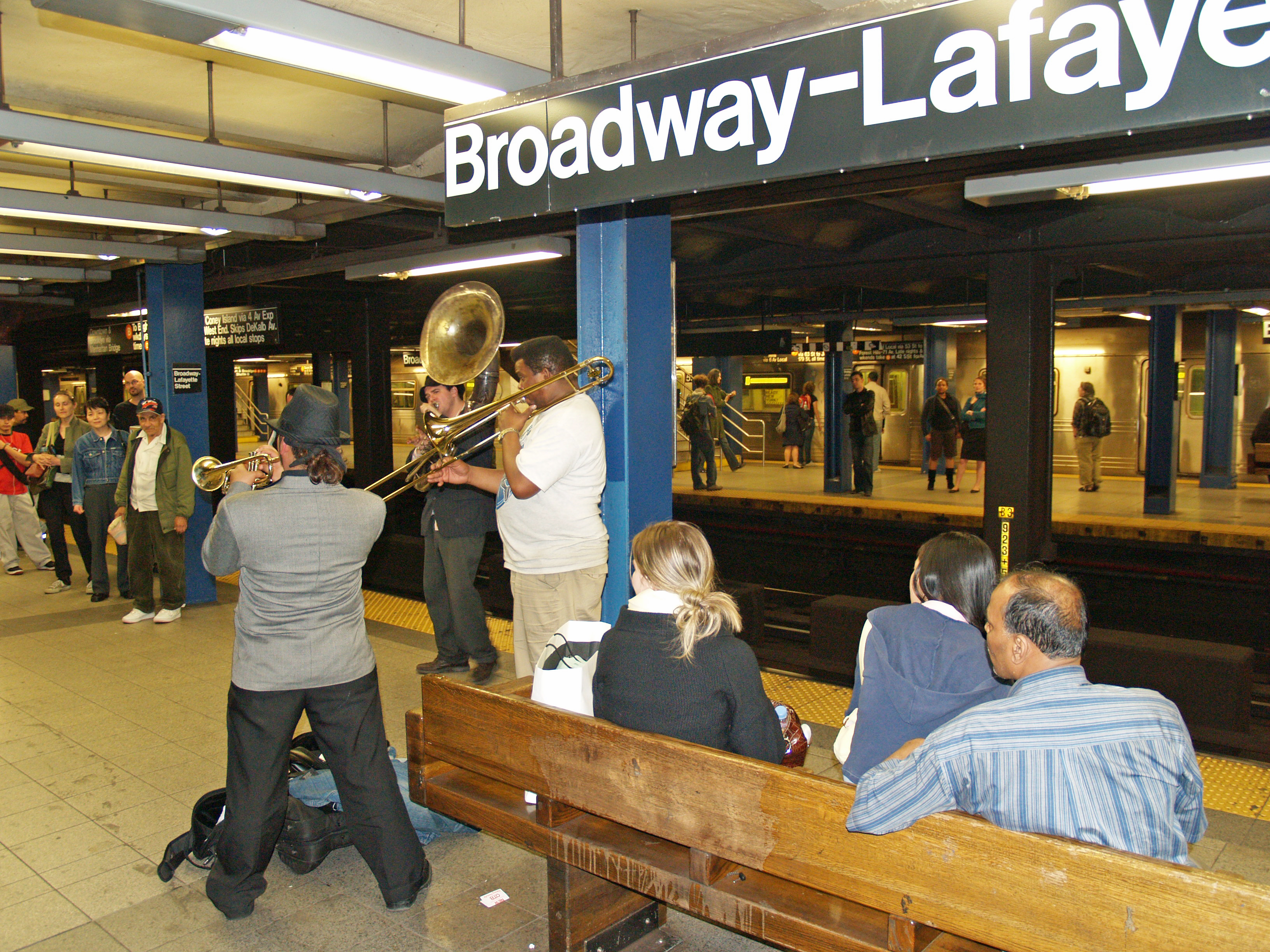
Metro je nejpoužívanějším způsobem dopravy v New Yorku; na snímku stanice Broadway-Lafayette

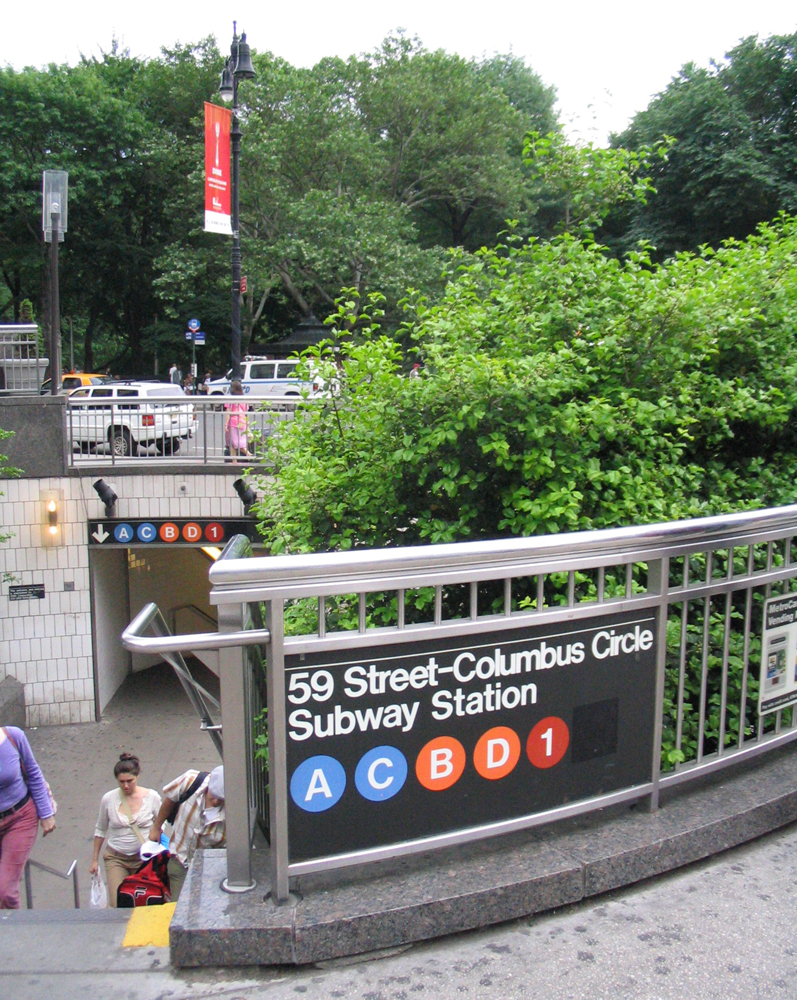
Vchod do stanice 59th Street-Columbus Circle station

Zdaleka nejpoužívanějším způsobem dopravy v New Yorku je kolejová doprava. Newyorská železniční síť je jedna z nejrozsáhlejších a nejstarších v Severní Americe. Provoz systému zajišťuje několik vládních agentur. O největší část se stará Metropolitan Transportation Authority (MTA), která kromě metra a autobusů také provozuje dvě ze tří sítí příměstské železnice.
Počet cestujících MTA v letech 1995–2005 vzrostl o 36 %, tedy o dost rychleji, než populace. V září 2006 cestovalo v průměrný pracovní den metrem společnosti MTA přes 5 milionů lidí, autobusy MTA použily další více než 2 miliony lidí.
Newyorské metro se pyšní nejdelším systémem linek a stanic na světě (1056 km tj. 656 mil), čtvrté největší, co se týče počtu převezených lidí (v roce 2005 to bylo cca 1,4 miliardy lidí, a druhé nejstarší metro v USA (starší už je jen metro v Bostonu). V roce 2002 průměrně za den metrem cestovalo 4,8 milionu lidí a zatím nejvyšší denní průměr je ze září 2005, kdy jej použilo 7,5 milionu lidí. Newyorský život je proto na metru velmi závislý.
Lidé na zaplacení jízdenky nejčastěji používají tzv. MetroCards, ty se dají použít k platbě v dalších linkách autobusů a tramvají. MetroCards fungují jako klasické kreditní karty, peníze jsou na kartě uloženy v elektronické podobě a již zcela nahradily žetony, které se k platbě používaly v minulosti.

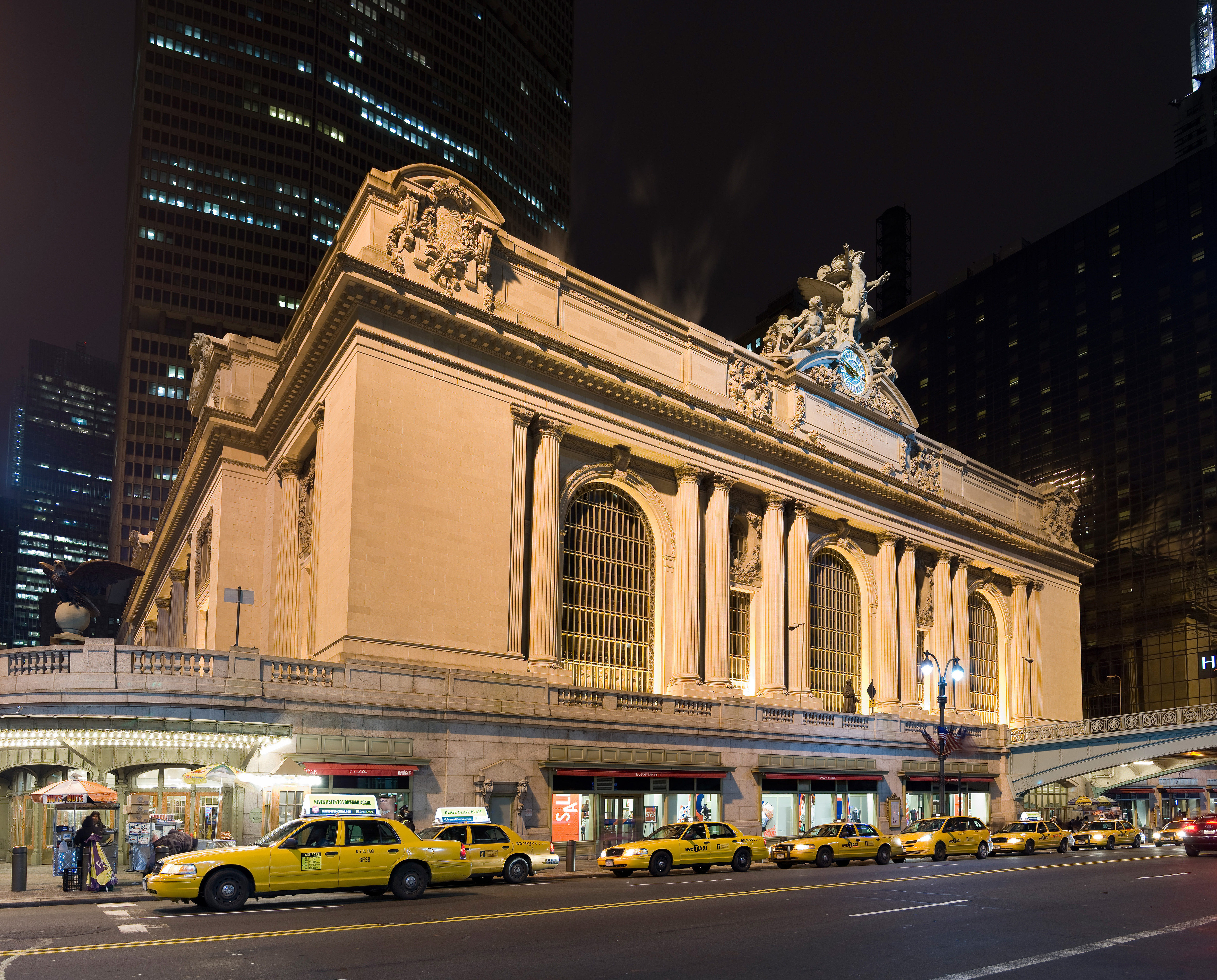
Grand Central Terminal, druhé nejvytíženější nádraží v USA

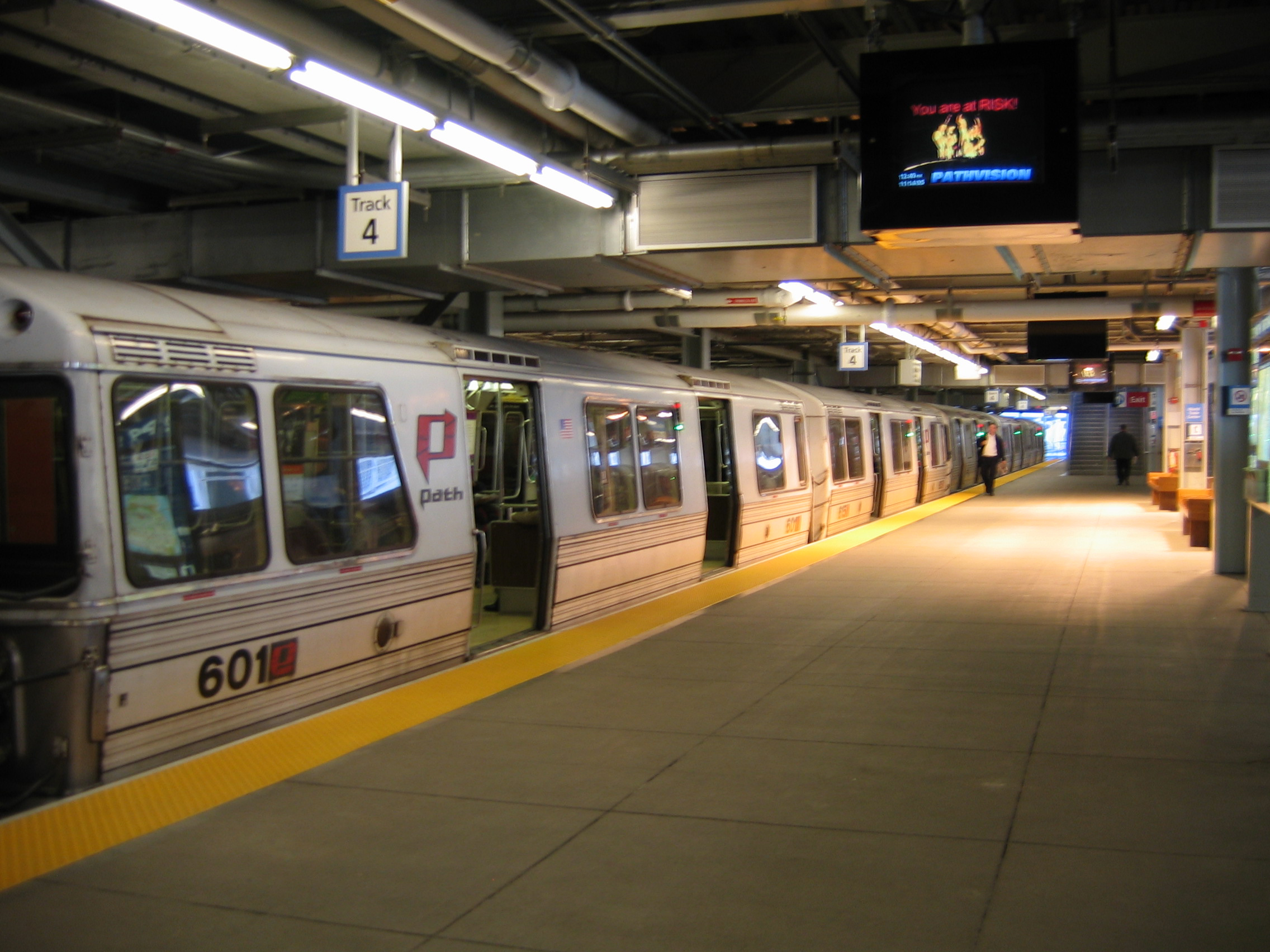
Vlak systému PATH ve stanici World trade Center

Port Authority Trans-Hudson (PATH) je systém, který spojuje Manhattan, Jersey City, Hoboken, Harrison a Newark v New Jersey. Každý den se jím projede 240 000 cestujících na čtyřech linkách. Přestože některé stanice PATH jsou v New Yorku a Newarku velmi blízko stanic metra (v New Jersey jsou blízko Hudson-Bergen Light Rail), zatím nejsou k dispozici žádné volné přechody mezi nimi. Systém PATH měří 22,2 km (13,8 mil). Stejně jako klasické Newyorské metro je PATH v provozu 24 hodin denně. Byl otevřen v roce 1908 jako Hudson a Manhattan Railroad a od roku 1962 jej provozuje Port Authority of New York a New Jersey.
New York je jedním z nejdůležitějších železničních uzlů USA. Jen do tzv. tri-state region (státy New York, New Jersey a Connecticut) z něj jezdí vlaky na 20 linkách do více než 250 stanic a za rok jím projede přes 150 milionů cestujících. Na Manhattanu se nacházejí dvě nejrušnější nádraží ve Spojených státech, Penn Station a Grand Central Terminal.

### Autobusy

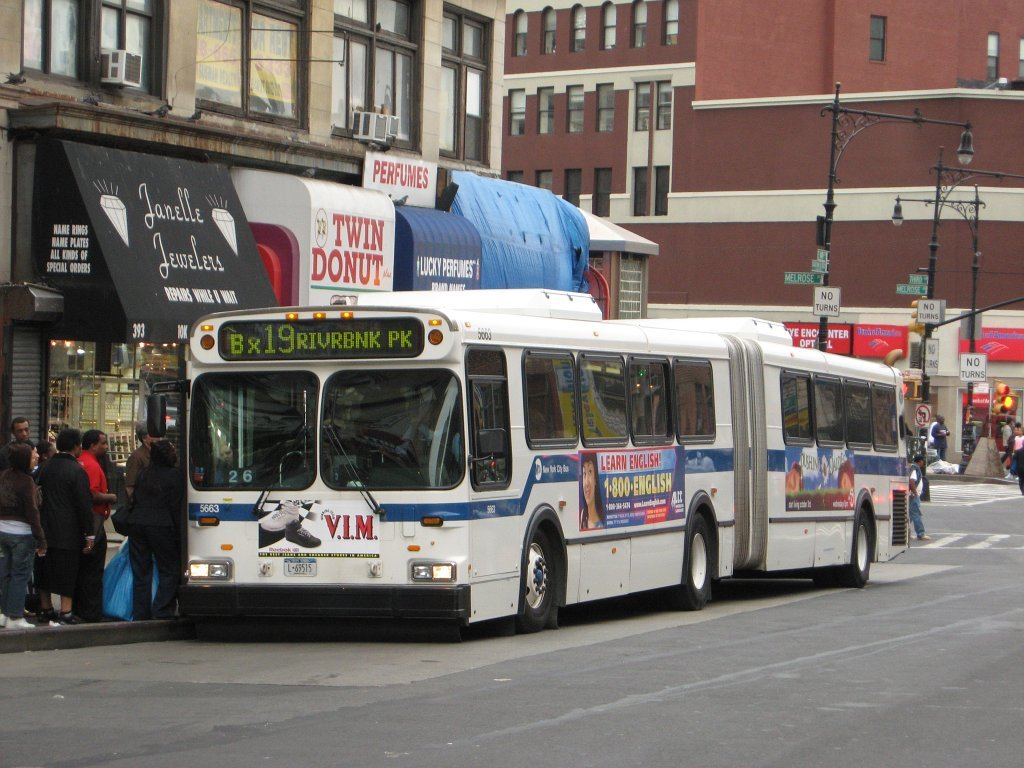
Autobus nabírá cestující v Bronxu

V New Yorku sveze 5900 autobusů na 200 stanicích a 30 linkách každý den přes 2 miliony cestujících. Nejvíce (cca 80 %) autobusů provozuje Metropolitan Transportation Authority. V New Yorku jezdí většina autobusů na zemní plyn, nebo hybridní pohon, je jich tu nejvíce v celých Spojených státech. Autobusy jsou označeny číslem a písmeny označující čtvrť, ve které se vozidlo pohybuje (B – Brooklyn, Bx – Bronx, M – Manhattan, Q – Queens a S – Staten Island).
Ve městě se také nachází nejfrekventovanější autobusové nádraží ve Spojených státech, The Port Authority Bus Terminal, leží blízko Times Square. Terminál je používán především pro mezistátní autobusové spoje, příměstské a vnitrostátní linky.
| Čtvrť      | Nejdůležitější autobusová nádraží                                                                                |
| ---------- | --- |
| Manhattan: | - Port Authority Bus Terminal - George Washington Bridge Bus Terminal - New York Penn Station - New Yorker Hotel |
| Brooklyn:  | - Brooklyn Station                                                                                               |

### Osobní auta
Asi 48 % lidí vlastní v New Yorku auto, ale méně než 30 % jej používá k dojíždění do práce, většina považuje (hlavně kvůli dopravním zácpám) za pohodlnější, levnější a rychlejší MHD. Pro zmenšení počtu zácp a ulehčení dopravy navrhoval v roce 2007 starosta Michael Bloomberg zpoplatnění vstupu aut na Manhattan od 6:00 ráno do 6:00 večer. Tento návrh však neprošel.
Podle návrhu měly být zpoplatněny dálnice na okraji měst pouze pro normální automobily, nikoli však pro autobusy, taxi a automobily pro handicapované nebo z půjčoven.

### Trajekty

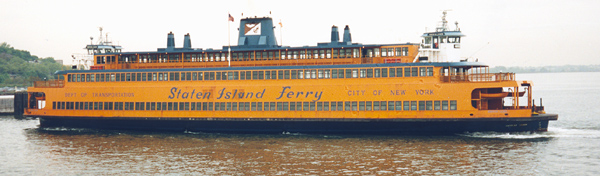
Trajekt Staten Island Ferry

V New Yorku se nachází nejčastěji používaný trajekt v USA, Staten Island Ferry. Který každoročně na 8,4 km dlouhé trase mezi Staten Islandem a Lower Manhattanem sveze 19 milionů lidí. Trajekt jezdí 24 hodin denně a 365 dní v roce, jedna cesta trvá cca 20 minut. Od roku 1997 je jedna cesta pro člověka nebo cyklistu zdarma, pokud se člověk nalodí s autem musí zaplatit 3 $. Jízda trajektem je oblíbená také u turistů, jelikož je z něj překrásný výhled na Lower Manhattan a Sochu Svobody.

### Taxi

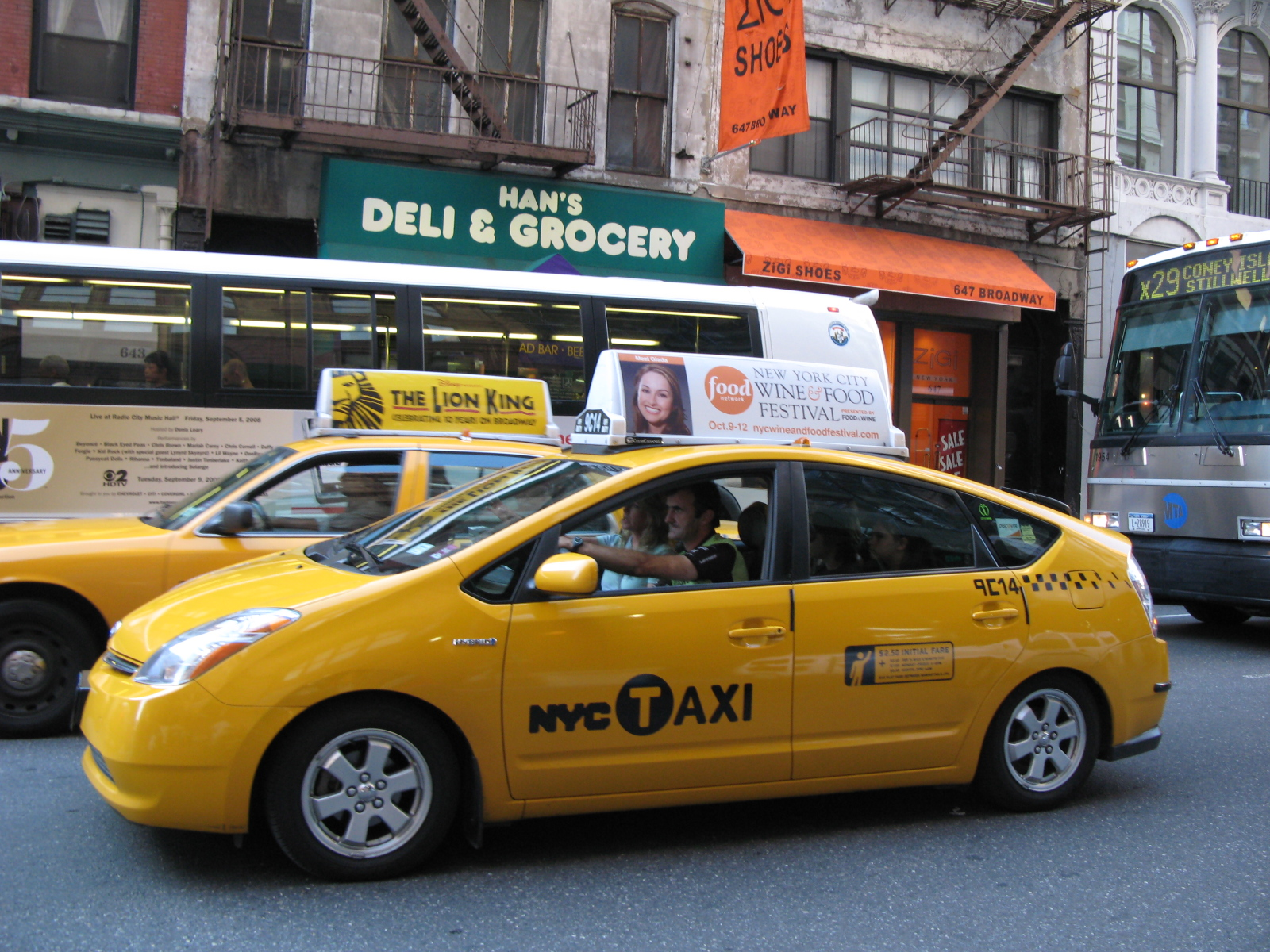
Žluté taxi se stalo ikonou města (zde hybridní Toyota Prius)

Ve městě operuje 13 087 taxíků a v půjčovnách stojí více než 40 000 aut. Pro vozidla taxislužby je charakteristická zářivě žlutá barva.
Taxíky jsou provozovány soukromými společnostmi a licence vydává New York City Taxi a Limousine Commission. Podle světel na střeše se dá poznat, zda je taxi volné nebo obsazené. Když svítí, je prázdné. Když číslo nesvítí, je auto obsazené.
V roce 2005 se ve městě poprvé objevil návrh na nahrazení současných plně benzinových, nebo naftových taxíků za hybridní nebo elektrická vozidla. V květnu 2007 přišel starosta Michael Bloomberg, s návrhem, že by se taxíky mohly totálně vyměnit do pěti let, celý program změny vedl ke snížení emisí oxidu uhličitého a nákladů na palivo.

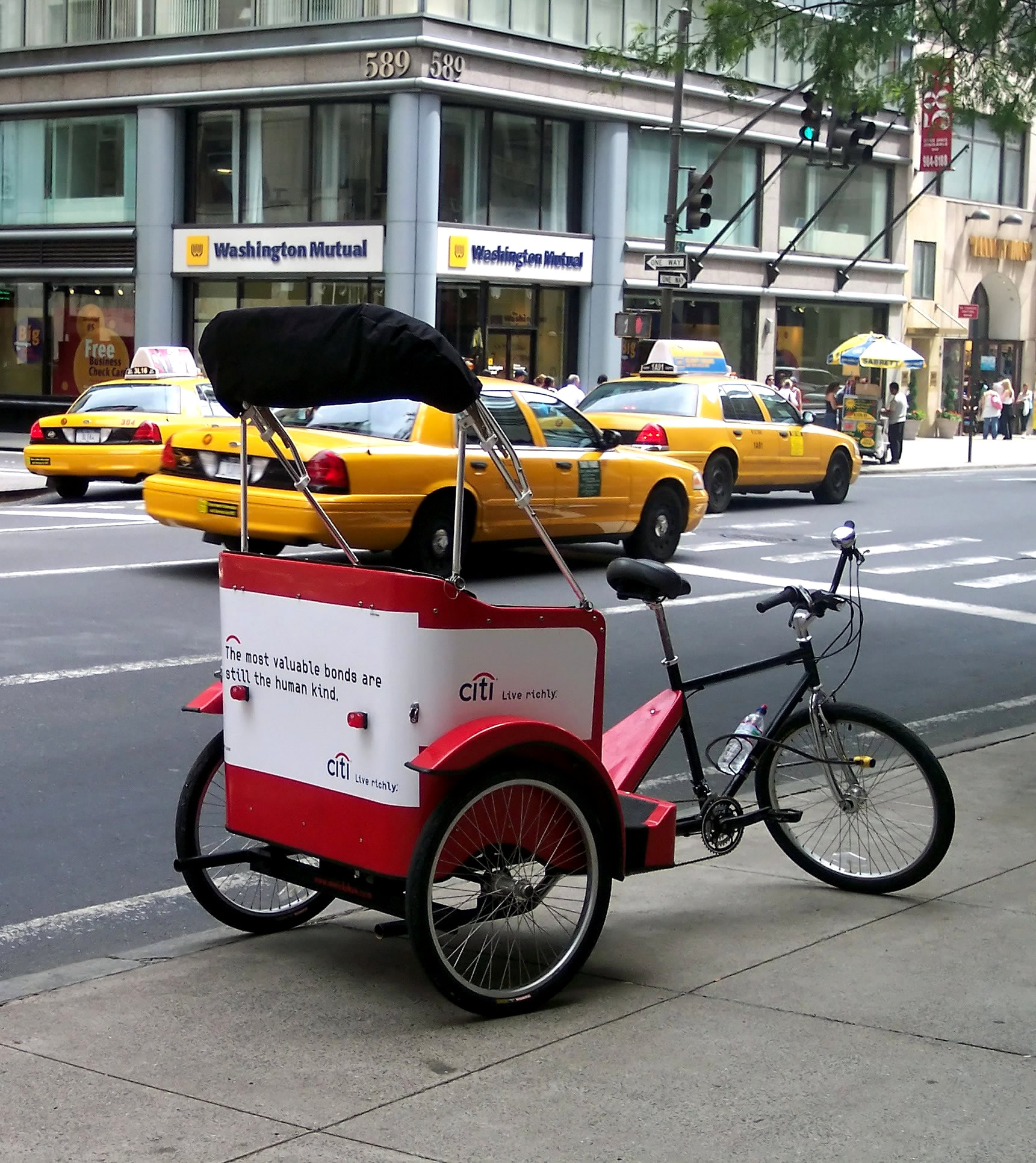
Rikša zaparkovaná na Manhattanu (v pozadí tři vozidla taxislužby)

### Chodci, kola a poloformální prostředky
Jízda na kole se ve městě stává čím dál populárnějším dopravním prostředkem. V roce 2005 se tam nacházelo 680 km cyklostezek do roku 2030 by se to mělo zvětšit na 2900 km. Asi 500 lidí se živí vozením obyvatel po městech na vozítku jménem rikša a v roce 2005 se takto projel asi 1 milion lidí. Nicméně, městská rada v roce 2007 hlasovala o jejich omezení, chtěli vydat pouze 325 licencí. Ve městě se také každoročně koná největší cyklistická událost ve Spojených státech (rekreační, ne závodní), Five Boro Bike Tour, Ve kterém 30 000 cyklistů jede přes městské čtvrtě 65 km.
Způsob dopravy pěšky a na kole využívá 21 % Newyorčanů a národní průměr je zhruba 8 %. V roce 2000 New Yorku chodilo pěšky do práce: 517 290 lidí, což je 5,6 %. Pro srovnání např. v Bostonu je to 119 294 lidí, což je 4,1 %.
Ve městě existuje několik typů poloformální dopravy, např. mikrobus nebo chinesse van. Mikrobusy se používají hlavně v Brooklynu Queensu a Bronxu. V roce 2006 začal newyorská radnice diskutovat o větší regulaci odvětví, včetně požadavku, aby všechny vozy byly natřeny zvláštní barvou a daly snáze rozpoznat, podobně jako Public light bus v Hongkongu. Vozy mohou cestujícího vyzvednout úplně kdekoliv a platba se provádí na konci cesty, podobně jako u taxi.

### Lanovka

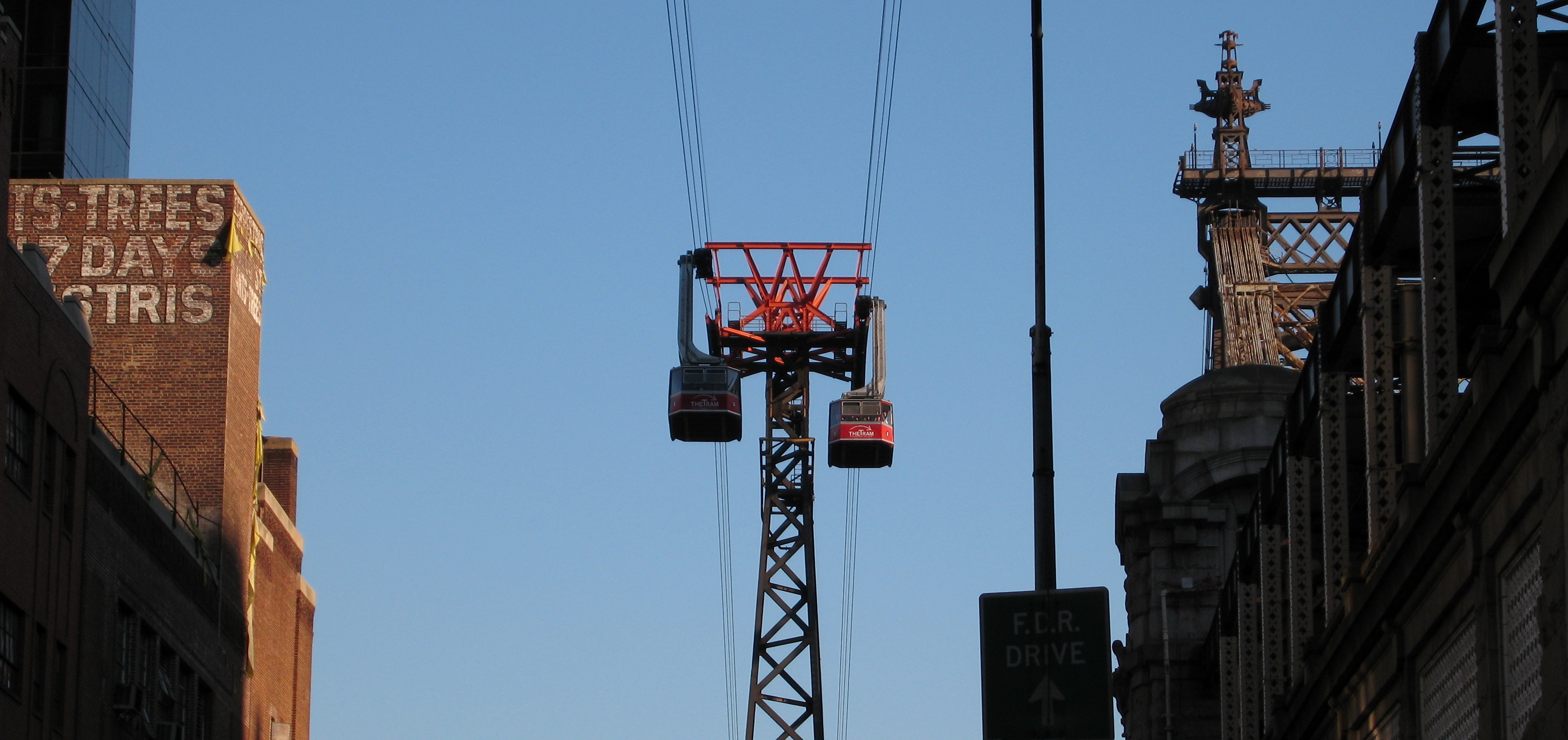
Kabiny lanovky nad East River

Lanovka byla postavena v roce 1976. Byla zamýšlena jako dočasný projekt, dokud se na Rooseveltově ostrově nepostaví metro. Nicméně po jeho dostavění v roce 1989 byla kvůli vysoké popularitě ponechána.
Spravuje ji Roosevelt Island Operating Corp (RIOC). Každá kabina má kapacitu 125 lidí a jedna jízda trvá asi 5 minut. V roce 2006 byl provoz na 6 měsíců kvůli závažné poruše přerušen.

### Mosty a tunely

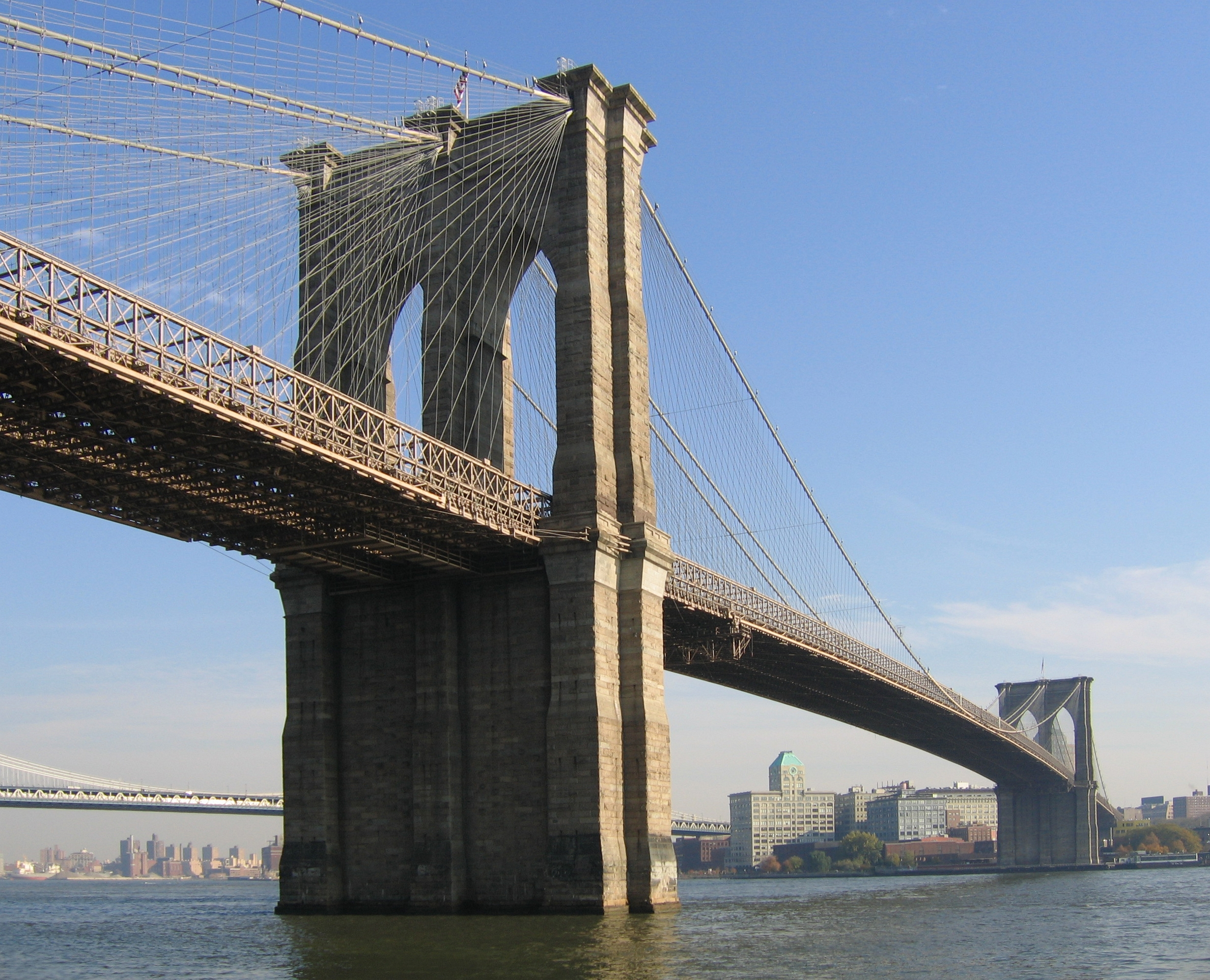
Brooklynský most, jedna z nejslavnějších staveb města a jedna z ikon Spojených států

Ve městě je jeden z nejslavnějších a nejstarších mostů na světě, Brooklynský most, jeho charakteristikou je, že otvor pro silnice ve věžích má tvar gotických lomených oblouků a diagonálně pověšené nosné dráty. Po dokončení byl se svou délkou cca 1800 m na nějakou dobu nejdelším mostem na světě. Přes East river se klenou ještě další dva slavné mosty, Williamsburg Bridge a Manhattan Bridge. Další známý most, Verrazano-Narrows Bridge, jehož věže jsou ve výšce asi 200 m a jsou od sebe 1300 m vzdálené a jedna věž je o 38 mm (kvůli zakřivení planety) posunutá od druhé věže (zkrátka nejsou rovnoběžné), spojuje Staten Island a Manhattan.
Newyorští architekti byli průkopníky ve stavbě dopravních tunelů. U podvodního Hollandova tunelu zde bylo poprvé na světě použito mechanické větrání. Nachází se tady nejfrekventovanější tunel na Zemi, 2,4 km dlouhý Lincolnův tunel spojující Weehawken v New Jersey a Manhattan. Jedná se o podvodní tunel ležící na dně řeky Hudson. Každý den jím projede 120 000 aut. Ve městě je taky nejdelší podvodní tunel v celé severní Americe, 2 779 metrů dlouhý Brooklyn-Battery Tunnel.

## Meziměstská doprava

### Letecké spojení

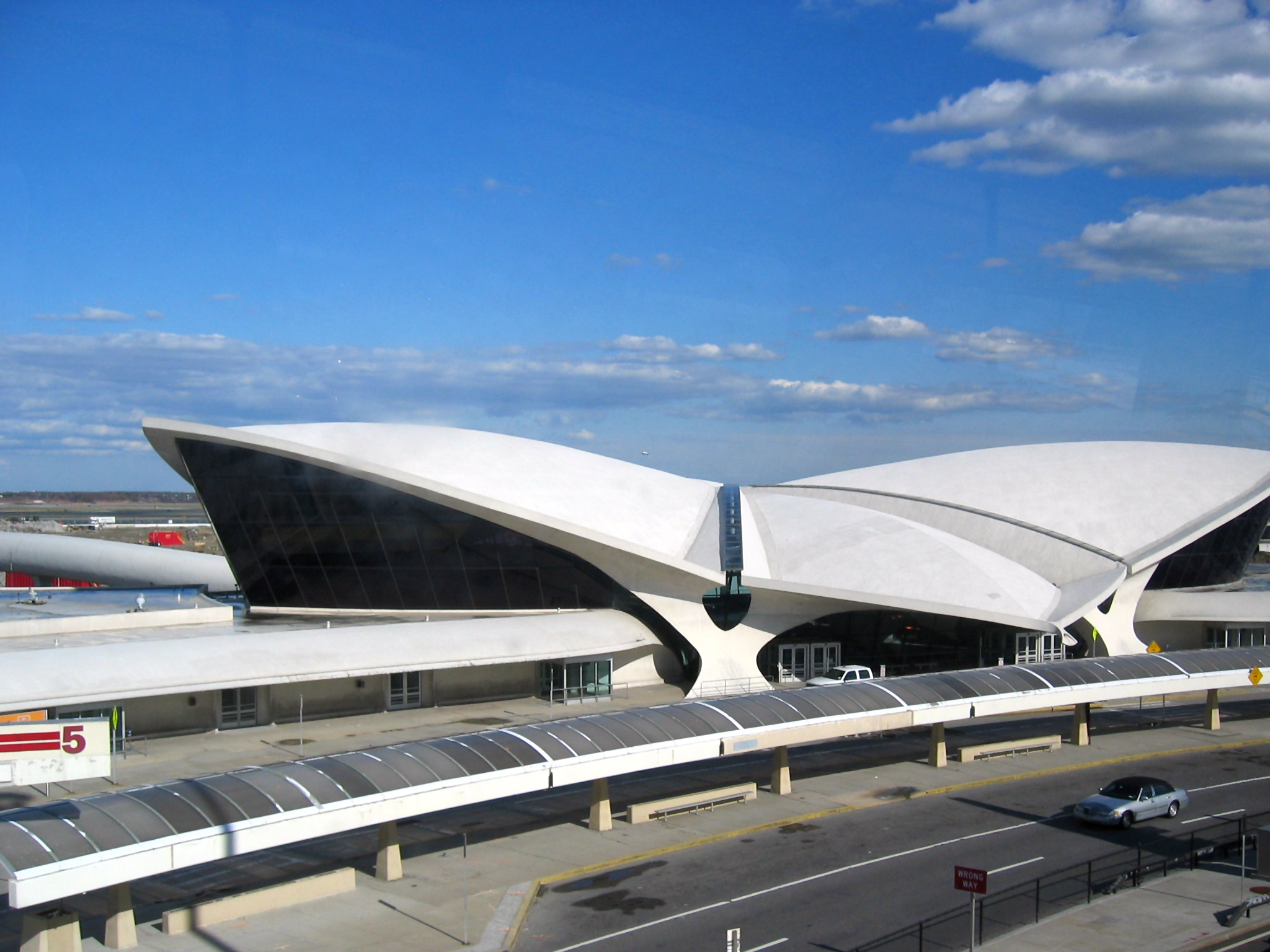
Letiště JFK je nejdůležitější v USA.

New York je nejdůležitější a nejfrekventovanější letecká křižovatka ve Spojených státech, v roce 2005 bylo na městských letištích odbaveno 100 milionů lidí.
Tři nejdůležitější civilní letiště ve městě jsou: Letiště Johna F. Kennedyho (JFK), Newark a Letiště LaGuardia; dále se zde nachází armádní letiště Teterboro. Letiště JFK a Newark slouží k mezinárodním a vnitrostátním letům na dlouhou vzdálenost. V roce 2004 letadla z těchto dvou letišť přepravila čtvrtinu všech Američanů, kteří letěli mimo USA. LaGuardia slouží hlavně na krátké vzdálenosti a vnitrostátní lety.
Na letiště JFK létá kolem 100 aerolinek z více než 50 zemí. Nachází se u Jamaica Bay poblíž Howard Beach, asi 19 km východně od centra Manhattanu.
Nejstarší letiště je Newark, jež je pátým nejrušnějším mezinárodním letištěm v USA.

## Budoucnost
Následující výčet obsahuje několik přednesených návrhů nebo ty, o kterých už je rozhodnuto a teprve budou realizovány.
- V lednu 2007 schválila pronájem Stewart Airport v Newburghu za 78,5 milionu dolarů.[37]
- Bude spuštěn nový terminál sítě PATH, který bude u World Trade Center a bude sloužit jako náhrada za terminál, který byl zničen při teroristických útocích 11. září 2001. Očekává se, že jej bude využívat až 250 000 lidí denně.
- Za 750 milionů dolarů bude spuštěn Fulton Street Transit Center na dolním Manhattanu, který má celkově usnadnit přístup a zlepšit propojení metra.